# Horaga cingalensis
Horaga cingalensis är en fjärilsart som beskrevs av Moore 1883. Horaga cingalensis ingår i släktet Horaga och familjen juvelvingar. Inga underarter finns listade i Catalogue of Life.